# Jill de Jong
Pour les articles homonymes, voir De Jong.
Jill de Jong, également connue comme Jildou de Jong (née le 17 février 1982) est une actrice et mannequin néerlandaise.

## Biographie
Le 21 mars 2002, elle est sélectionnée par Eidos Interactive pour être le modèle du personnage de Lara Croft de la série de jeux vidéo Tomb Raider.
Elle commence sa carrière en tant que modèle à l'âge de quinze ans après avoir gagné un concours aux Pays-Bas. Dix années après, elle devient une mannequin connue et respectée, posant pour des grandes marques telles que Ralph Lauren, Escada, Redken, Izod, St. Yves, Fa et L'Oréal,,. De Jong vit et travaille à Los Angeles, et développe une carrière d'actrice.